# 川端善一郎
川端 善一郎（かわばた ぜんいちろう、1946年 - ） は、日本の生態学者。総合地球環境学研究所名誉教授。愛媛大学農学部教授、京都大学生態学研究センター教授などを歴任した。

## 人物・経歴
1971年東北大学理学部生物学科卒業。1973年東北大学大学院理学研究科修士課程修了。1975年東北大学大学院理学研究科博士課程退学、東北大学理学部文部技官。1977年東北大学理学部助手、理学博士。1981年愛媛大学農学部講師。1983年愛媛大学農学部助教授。1991年日本微生物生態学会評議員。1996年愛媛大学農学部教授。
1998年京都大学生態学研究センター教授。1999年に中野伸一らが参画して愛媛大学沿岸環境科学研究センターが発足すると同教授を併任。平成12年度愛媛出版文化賞受賞。2005年人間文化研究機構総合地球環境学研究所研究部教授。
2012年定年退職、人間文化研究機構総合地球環境学研究所名誉教授。2020年には日本学術会議会員の任命問題に反対し、井口秀作愛媛大学法文学部教授らと「菅首相による学術会議会員任命拒否に抗議する愛媛の学者・文化人有志」として、菅義偉内閣総理大臣に対し声明を出した。